# Gesetz zum Schutz von Geschäftsgeheimnissen
Das Gesetz zum Schutz von Geschäftsgeheimnissen (GeschGehG) dient dem Schutz von Geschäftsgeheimnissen vor unerlaubter Erlangung, Nutzung und Offenlegung (§ 1 Abs. 1 GeschGehG). Mit dem Gesetz wird die Richtlinie (EU) 2016/943 zum Schutz von Geschäftsgeheimnissen vor rechtswidrigem Erwerb sowie rechtswidriger Nutzung und Offenlegung in deutsches Recht transformiert. Es ersetzt das Recht zum Geheimnisschutz, das bislang in den §§ 17–19 des Gesetzes gegen den unlauteren Wettbewerb geregelt war.

## Gesetzeshistorie
Am 21. März 2019 nahm der Bundestag den Entwurf für das GeschGehG an. Der Bundesrat stimmte dem Gesetzentwurf am 12. April 2019 zu. Am 18. April 2019 wurde das Gesetz als Artikel 1 des Gesetzes zur Umsetzung der Richtlinie (EU) 2016/943 zum Schutz von Geschäftsgeheimnissen vor rechtswidrigem Erwerb sowie rechtswidriger Nutzung und Offenlegung erlassen.

## Kritik am Gesetzentwurf der Bundesregierung
In der ursprünglichen Gesetzesvorlage des von der SPD geführten Bundesjustizministeriums, die erstmals im April 2018 öffentlich wurde, fehlte eine Ausnahmeregelung für Journalisten und Hinweisgeber. Dabei ist sie in der dem Gesetz zugrunde liegenden EU-Richtlinie ausdrücklich enthalten. Zudem sollten Unternehmen in der deutschen Fassung selbst bestimmen dürfen, was ein Geschäftsgeheimnis ist und was nicht. Also auch Unterlagen, die einen Skandal belegen. Unternehmen hätten zudem Journalisten bei der Staatsanwaltschaft anzeigen können, wenn diese über interne Dokumente berichten. Im Zuge der Ermittlungen hätten Redaktionen durchsucht und Informanten enttarnt werden können. Die Betroffenen hätten für die Dauer der Ermittlungen unter dem Verdacht gestanden, eine Straftat begangen zu haben. Medienverbände und Gewerkschaften warnten daher, dass insbesondere investigativ tätige Journalisten aus Angst vor staatsanwaltlichen Ermittlungen in Zukunft davor zurückschrecken könnten, Missstände aufzudecken. Zumal sie ihren Informanten keinen Schutz mehr hätten garantieren können. Die Wahrscheinlichkeit, dass Steuerskandale, Dieselmanipulationen oder ähnliches zukünftig ans Licht kommen würden, werde deutlich reduziert, wenn nicht sogar zunichtegemacht.
Der ursprüngliche Regierungsentwurf hatte wie oben beschrieben noch vorgesehen, dass allein die Unternehmen entscheiden können sollten, was als Geheimnis gilt und was nicht. Das wäre nach Ansicht des Deutschen Gewerkschaftsbundes einem Maulkorb für Beschäftigte und ihre Interessenvertretungen gleichgekommen. Von Seiten des DGB wurde auch eine Beeinträchtigung von Betriebsratsrechten vermutet, weil Mitarbeiter aufgrund von Geheimhaltungspflichten an einer Kommunikation mit den Gremien gehindert sein könnten.
Kritik gab es auch an den Ausnahmetatbeständen für Personen, die Geschäftsgeheimnisse offenlegen. Der ursprüngliche, so auch vom Bundeskabinett auf den Weg gebrachte Entwurf aus dem Justizministerium hatte noch auf die „Absicht“ abgestellt, der Öffentlichkeit etwas Gutes zu tun. Die offenlegende Person müsse mit dem Motiv handeln, die Allgemeinheit „auf einen Missstand hinzuweisen, um zu einer gesellschaftlichen Veränderung beizutragen“, hatte es darin geheißen. Kritiker hatten diese Klausel als eine mit der Richtlinie nicht zu vereinbarende „Gesinnungsprüfung“ abgelehnt. Diese „Gesinnungsprüfung“ kam durch einen Übersetzungsfehler zustande. Nach der EU-Richtlinie handelt ein Whistleblower gerechtfertigt, wenn seine Veröffentlichung objektiv den Zweck erfüllt, dem öffentlichen Interesse zu dienen. Das deutsche Justizministerium übersetzte “purpose” aber nicht mit „Zweck“, sondern mit „Absicht“. Wer Skandale an die Presse gebe, müsse in der Absicht handeln, dem öffentlichen Interesse zu dienen und müsse sich entsprechend rechtfertigen. „Das ist eine Gesinnungsprüfung, die dem modernen Strafrecht zum Glück fremd ist“, urteilte der Linkspolitiker Niema Movassat.
Diese Aspekte wurden jedoch im Gesetzgebungsverfahren korrigiert (siehe Ausführungen weiter unten im Abschnitt "Inhalt des Gesetzes nach Beschlussfassung durch den Deutschen Bundestag").

## Inhalt des Gesetzes nach Beschlussfassung durch den Deutschen Bundestag
Mit dem Gesetz werden Unternehmen vor Spionage durch Wettbewerber besser geschützt, während Journalisten und ihre Hinweisgeber, die Missstände ans Licht der Öffentlichkeit bringen, von der Strafbarkeit ausgenommen sind. Damit sind Whistleblower erstmals gesetzlich vor einer Strafverfolgung geschützt.
Durch Gesetz gilt für Geschäftsgeheimnisse, welche laut dem Gesetzesentwurf unter anderem durch eine eigenständige Entdeckung oder Schöpfung entstanden sind, ein europaweit einheitlicher Mindestschutz. Diejenigen, die sich auf das Gesetz berufen können, werden wirksame Werkzeuge an die Hand gegeben, um sich gegen eine unerlaubte Erlangung, Nutzung oder Offenbarung von Geschäftsgeheimnissen zur Wehr setzen zu können. Infolgedessen können sie verlangen, dass eventuelle Dokumente, elektronische Dateien oder andere erlangte Gegenstände vernichtet oder herausgegeben sowie auf deren Basis hergestellte Produkte zurückgerufen oder zerstört werden. Sie können zudem Rechtsverletzer „auf Beseitigung der Beeinträchtigung und bei Wiederholungsgefahr auch auf Unterlassung in Anspruch“ zu nehmen und haben einen weitgefassten Auskunftsanspruch und Recht auf Schadenersatz.
Das Wort Geschäftsgeheimnis war bisher nur durch die Rechtsprechung konkretisiert worden. Durch das Gesetz wird der Begriff des Geschäftsgeheimnisses erstmals gesetzlich definiert und europaweit einheitlich festgelegt. Voraussetzung für das Vorliegen eines Geschäftsgeheimnisses ist unter anderem das Vorliegen von angemessenen Geheimhaltungsmaßnahmen der Unternehmen wie etwa „physische Zugangsbeschränkungen“ oder „vertragliche Sicherungsmechanismen“ sowie ein berechtigtes Interesse am Schutz der entsprechenden Informationen. In der amtlichen Begründung heißt es zum Begriff des berechtigten Interesses: „Berechtigtes Interesse kann jedes von der Rechtsordnung gebilligte Interesse sein. Es umfasst auch Interessen wirtschaftlicher oder ideeller Art, wenn diese von der Rechtsordnung gebilligt werden. In Betracht kommen sowohl eigene Interessen wie die Durchsetzung von Ansprüchen oder Abwehr von Beeinträchtigungen wie auch die Verfolgung legitimer Gruppeninteressen, zum Beispiel wenn die Arbeitnehmervertretung über einen bevorstehenden Personalabbau unterrichtet. […] Hierbei kann jedes von der Rechtsordnung gebilligte Interesse berücksichtigt werden, auch solche wirtschaftlicher und ideeller Art. So kann beispielsweise der Anspruch auf Rückruf und Vernichtung unverhältnismäßig sein, wenn die Produkte lediglich deswegen als rechtsverletzende Produkte gelten, weil sie Gegenstand eines rechtswidrigen Marketings sind.“ Die SPD-Bundestagsabgeordnete Nina Scheer erläuterte den Zweck des berechtigten Interesses in einer Bundestagsrede wie folgt: „Dort, wo Geschäftsgeheimnisse vielleicht keinen Schutz mehr erfahren sollten, dort, wo es ein berechtigtes öffentliches Interesse daran gibt, etwas zu erfahren, was sich im Bereich von Geschäftsgeheimnissen abspielt – wenn es etwa darum geht, investigativen Journalismus zu betreiben, oder wenn auch Arbeitnehmer etwas thematisieren, in Kenntnis dieser Geschäftsgeheimnisse –, genau dort muss es möglich sein, dass dies getan wird, dass darüber gesprochen wird, dass das aufgedeckt wird.“
Das Gesetz nimmt Arbeitnehmer- sowie Mitbestimmungsregelungen ausdrücklich von seinem Anwendungsbereich aus, denn es gab am Regierungsentwurf zwei verschiedene, zusammenhängende Kritikpunkte. Einerseits sollten Unternehmen entscheiden können, was als Geheimnis gilt und was nicht. Andererseits wurde von Gewerkschaftsseiten auch eine Beeinträchtigung von Betriebsratsrechten vermutet, weil Mitarbeiter aufgrund von Geheimhaltungspflichten an einer Kommunikation mit den Gremien gehindert sein könnten. Nach dem vom Bundestag verabschiedeten Gesetz gelten nun als Geschäftsgeheimnis aber nur solche Informationen, an deren Geheimhaltung der Inhaber ein berechtigtes Geheimhaltungsinteresse hat (vgl. Ausführungen oben). Zudem wird ausdrücklich geregelt, dass individuelle und kollektive Arbeitsbeziehungen von dem Gesetz unberührt bleiben.
Whistleblower oder Journalisten werden zudem nicht mehr per se zunächst als Rechtsverletzer oder Beihelfer eingestuft, wenn sie Geschäftsgeheimnisse öffentlich machen, denn „Eine Änderung gibt es auch in § 5: Da haben wir aus den vorher genannten Rechtfertigungsgründen einen Ausnahmetatbestand gemacht – um eben gerade zu verhindern, dass aufseiten des Journalismus die Unklarheit besteht: Mache ich hier etwas, wofür ich mich erst mal noch rechtfertigen müsste vor Gericht, oder mache ich hier etwas, was definitiv, von vornherein, unter einen Ausnahmetatbestand fällt?“ Journalisten und Whistleblower fallen vielmehr bei einer einschlägigen Publikation von Anfang an unter eine erweiterte Ausnahmeklausel. Die Straftatbestände in § 23 GeschGehG enthalten zudem auch einen Rechtfertigungstatbestand für die Verletzung von Geschäftsgeheimnissen durch Beihilfehandlungen von Vertretern der Presse und des Rundfunks, die – wie z. B. auch (Syndikus-)Rechtsanwälte – zu den sog. Berufsgeheimnisträgern zählen. Dieser Rechtfertigungstatbestand soll Abschreckungseffekte auf Journalisten minimieren und ist § 353b StGB nachempfunden (Verletzung des Dienstgeheimnisses durch Beamte und andere Geheimnisträger). Diese generelle Ausnahme ist durch die im Gesetzentwurf der Bundesregierung enthaltenen und vielkritisierten Strafbarkeitsrisiken für Investigativjournalisten begründet (vgl. hierzu im Einzelnen die Ausführungen unter Punkt "Kritik am Gesetzentwurf der Bundesregierung" oben).
Durch das Gesetz wird unter anderem auch der Quellenschutz für Journalisten gestärkt, indem weitreichende Ausnahmen für so genannte Whistleblower eingeführt werden: So fällt das Veröffentlichen von Informationen nicht unter der Begrifflichkeit des Geheimnisverrates, wenn die veröffentlichten Informationen rechtswidrige Handlungen und berufliches oder sonstiges Fehlverhalten aufdecken sollen. Voraussetzung hierfür ist, dass die Aufdeckung von öffentlichem Interesse ist. Dadurch soll verhindert werden, dass der Veröffentlichung ein Racheakt zugrunde liegt oder diese lediglich als Druckmittel benutzt werden soll. Vom Gesetz als „Mischmotivationen“ beschriebene Handlungen gelten dagegen als unschädlich.
Die Erlangung eines Geschäftsgeheimnisses durch Untersuchen, Rückbauen oder Testen eines Produkts oder Gegenstands (Reverse Engineering) ist unter den Voraussetzungen des § 3 Abs. 1 Nr. 2 GeschGehG nunmehr zulässig.